# John Derbyshire (escritor)
John Derbyshire (3 de junho de 1945) é um matemático, jornalista e escritor britânico-estadunidense. 
Seu romance de 1996 Seeing Calvin Coolidge in a Dream foi um "Notable Book of the Year" do The New York Times. Seu livro de 2004 Prime Obsession recebeu o Euler Book Prize inaugural. Um livro político, We Are Doomed: Reclaiming Conservative Pessimism, foi publicado em setembro de 2009. 

## Publicações
- Seeing Calvin Coolidge in a Dream (St. Martin's Griffin, 1997) ISBN 0-312-15649-9
- Fire From the Sun (Xlibris Corporation, 2000) ISBN 0-7388-4721-6
- Prime Obsession: Bernhard Riemann and the Greatest Unsolved Problem in Mathematics (Plume Books, 2003) ISBN 0-452-28525-9
- Unknown Quantity: A Real And Imaginary History of Algebra (Joseph Henry Press, 2006) ISBN 0-309-09657-X
- We Are Doomed: Reclaiming Conservative Pessimism (Crown Forum, 2009) ISBN 0-307-40958-9, ISBN 978-0-307-40958-4
- From the Dissident Right (Vdare Books, 2013) {{ISBN|978-1304001542}